# Bomê
| Tibetische Bezeichnung                        |
| --------------------------------------------- |
| Tibetische Schrift: སྤོ་མེས་རྫོང་                  |
| Wylie-Transliteration: spo mes rdzong         |
| Offizielle Transkription der VRCh: Pome Dzong |
| Andere Schreibweisen: Bowo, Bomi              |
| Chinesische Bezeichnung                       |
| Vereinfacht: 波密县                           |
| Pinyin:Bōmì Xiàn                              |

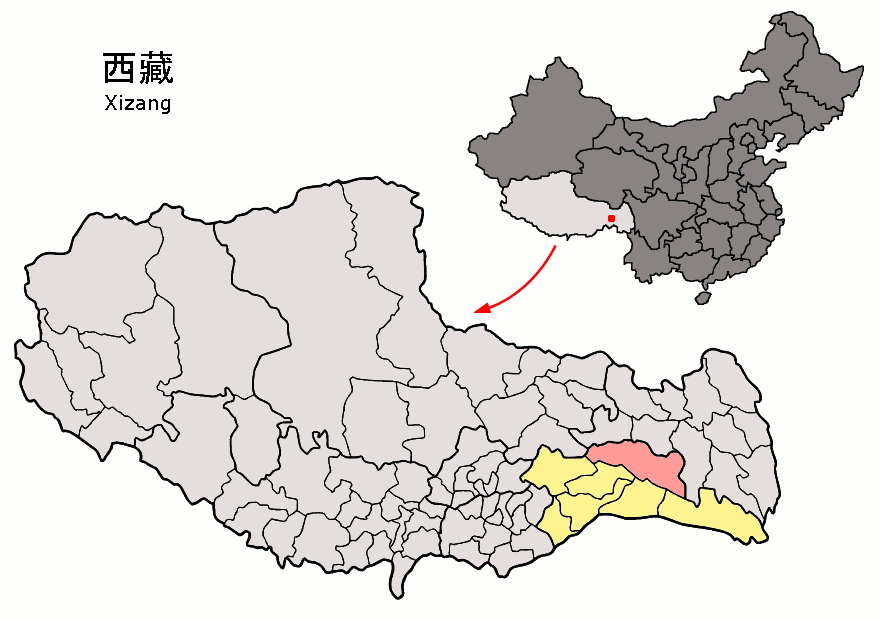
Lage des Kreises Bomê (rosa) im Regierungsbezirk Nyingchi (gelb)

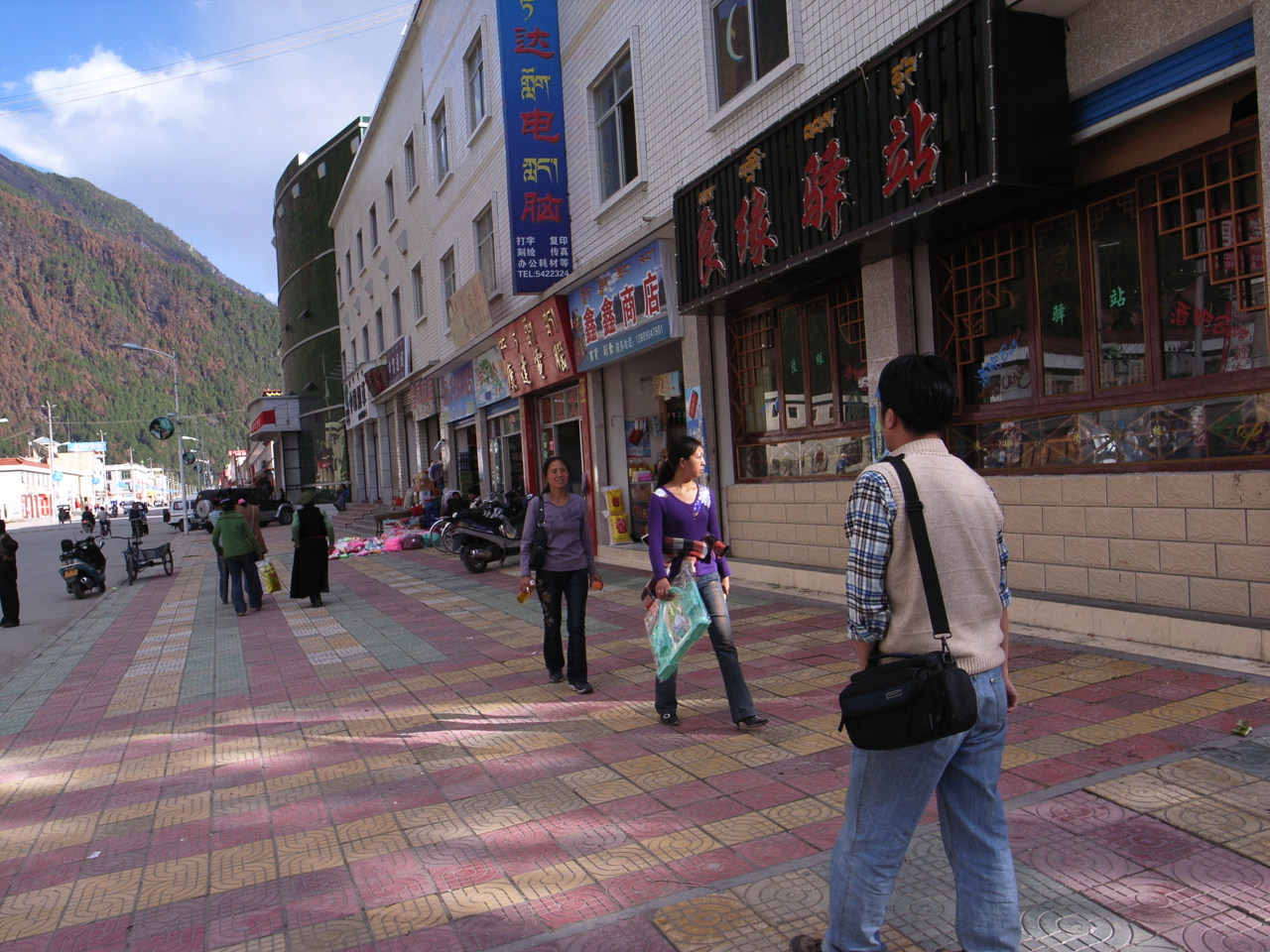
Straße in Zhamog (Zhamu)

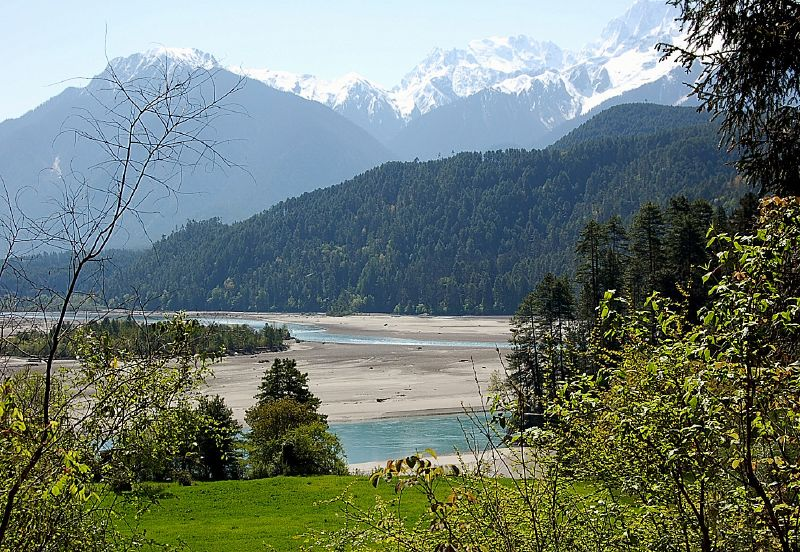
Naturschutzgebiet Gangxiang

Bomê (auch Powo genannt) ist ein Kreis, der zum Verwaltungsgebiet des Regierungsbezirks Nyingchi im Autonomen Gebiet Tibet der Volksrepublik China gehört. Die Fläche beträgt 16.667 Quadratkilometer und die Einwohnerzahl 34.858 (Stand: Zensus 2020). 1999 zählte Bomê 27.169 Einwohner. Sein Hauptort ist Zhamog (Zhamu).
Bomê hat bis ins 20. Jahrhundert quasi seine Unabhängigkeit bewahrt. Dieses alte Zentrum tibetischer Kultur ist auch unter den Namen Poyül bzw. Powo bekannt.

## Administrative Gliederung
Auf Gemeindeebene setzt sich der Kreis aus drei Großgemeinden und sieben Gemeinden zusammen. Diese sind (Pinyin/chin.)
- Großgemeinde Zhamog 扎木镇 (Sitz der Kreisregierung)
- Großgemeinde Qundo 倾多镇
- Großgemeinde Sumzom 松宗镇

- Gemeinde Gu 古乡
- Gemeinde Paggai 巴格乡
- Gemeinde Yuxu 玉许乡
- Gemeinde Dojie 多吉乡
- Gemeinde Kangyu 康玉乡
- Gemeinde Yupug 玉普乡
- Gemeinde Yi’ong 易贡乡